# Обша
Обша (рус. Обша) река је на северозападу европског дела Руске Федерације, лева притока реке Меже и део сливног пордучја реке Западне Двине и Балтичког мора. Протиче преко североисточних делова Смоленске и јужних делова Тверске области.
Извире у мочварном подручју на североистоку Смоленске области на подручју Смоленског побрђа, код села Бочарово на северозападу Сичјовског рејона. Њено извориште се налази на свега неколико километара од извора реке Дњепар, односно на подручју које представља развође између сливова Балтичког и Црног мора и Каспијског језера.
Укупна дужина водотока је 153 km, а површина сливног подручја 2.080 km². Просечан проток на око 47 km узводно од ушћа је 11,5 m³/s. Ток карактерише учестало меандрирање, ширина корита је од 10 до 20 метара. Интензивније су насељена подручја уз горњи део тока док су обале у доњем делу тока јако замочварене. Под ледом је од краја новембра до почетка априла.
Најважније насеље на њеноим обалама је град Бели који се налази на крајњем југу Тверске области.
Најважније притоке су Белаја и Нача са леве и Љиба са десне стране.